# Championnat d'Afrique des nations masculin de handball 1976
Navigation
Tunisie 1974 RP Congo 1979
La 2e édition du championnat d'Afrique des nations masculin de handball a eu lieu à la salle Harcha Hassan à Alger (Algérie) du 10 au 18 avril 1976. Le tournoi réunit les meilleures équipes masculines de handball en Afrique et est joué en même temps que le tournoi féminin.

## Phase de groupe
Le Maroc, initialement qualifié, n'a pas pris part à la compétition.
Les deux premiers de chaque poule se retrouvent en finale, les deux second dans le match pour la troisième place et les deux troisièmes dans le match pour la cinquième place.

### Groupe A
|   | Équipe        | Pts | J | G | N | P | Bp | Bc | Diff |
| - | ------------- | --- | - | - | - | - | -- | -- | ---- |
| 1 | Tunisie       | 6   | 3 | 3 | 0 | 0 | 47 | 34 | 13   |
| 2 | Algérie       | 4   | 3 | 2 | 0 | 1 | 72 | 56 | 16   |
| 3 | Togo          | 2   | 3 | 1 | 0 | 2 | 51 | 57 | -6   |
| 4 | Côte d'Ivoire | 0   | 3 | 0 | 0 | 3 | 42 | 65 | -23  |

| Journée | Date et heure        | Équipe 1 | Score   | Équipe 2      | Réf   |
| ------- | -------------------- | -------- | ------- | ------------- | ----- |
| J1      | 10 avril 1976, 17h00 | Togo     | 16 – 13 | Côte d'Ivoire | [ 1 ] |
| J1      | 10 avril 1976, 19h30 | Algérie  | 12 – 14 | Tunisie       | ,     |
| J3      | 12 avril 1976, 18h00 | Togo     | 11 – 13 | Tunisie       | [ 4 ] |
| J3      | 12 avril 1976, 20h30 | Algérie  | 29 – 18 | Côte d'Ivoire | [ 4 ] |
| J5      | 14 avril 1976, 18h00 | Tunisie  | 20 – 11 | Côte d'Ivoire | [ 4 ] |
| J5      | 14 avril 1976, 20h30 | Algérie  | 31 – 24 | Togo          | [ 4 ] |

Lors de la première journée, les Togolais, plus athlétiques, ont battu les Ivoiriens qui n'ont d'ailleurs pas démérité (16-13, score final). Les meilleurs buteurs sont Forson avec 7 buts pour le Togo et Camara avec 7 buts pour la Côte-d'Ivoire et la compétition était arbitrée par les Français Carle et Eymery. Quant au match entre la Tunisie, tenant du titre, et l'Algérie, qui évolue à domicile, est une finale avant la lettre. Les Tunisiens ouvrent le score mais les Algériens égalisent puis prennent le large. Rebaï, époustouflant de brio, réduit le score alors Klaï égalise pour Lassoued creuse l'écart. Un match d'une indécision et d'un suspens hors pair. Rebaï (4 buts) et Chahchoub et Jelli (3 buts) sont les réalisateurs les plus en vue pour la Tunisie. Larbaoui (3 buts) et Bouzerar (2 buts) sont les meilleurs d'un sept algérien visiblement pris de vitesse. Arbitres : MM. Cunar et Wexter (Suède).
Pour la troisième journée, les Tunisiens, au petit trot, n'ont jamais donné l'impression d'être en péril face au Togo malgré le score serré (13-11) qui ne reflète pas la physionomie du match. Le Tunisie Lassoued et le Toglais Forson, un athlète de plus de deux mètres, sont les meilleurs réalisateurs (5 buts) d'une rencontre
arbitrée par les Français Carle et Eymery. Face aux Ivoiriens, l'Algérien Larboui, avec 11 buts à lui seul, était déchainé et a permis aux siens de remporter nettement le match (29-18).
Lors de la cinquième journée, pour l'équipe de Tunisie, le match face à la Côte-d'Ivoire fut une simple formalité (20-11) et l'entraîneur Popescu opéra une revue de ses effectifs, expérimentant par la même occasion ses combinaisons de jeu. Les 65 buts dans le match entre l'Algérie et le Togo illustre qui personne ne s'est vraiment soucié de la défense... Les Algériens obtiennent le droit de disputer le match pour la troisième place.

### Groupe B
|   | Équipe   | Pts | J | G | N | P | Bp | Bc | Diff |
| - | -------- | --- | - | - | - | - | -- | -- | ---- |
| 1 | Égypte   | 4   | 2 | 2 | 0 | 0 | 41 | 29 | 12   |
| 2 | Cameroun | 2   | 2 | 1 | 0 | 1 | 35 | 34 | 1    |
| 3 | Sénégal  | 0   | 2 | 0 | 0 | 2 | 33 | 46 | -13  |

| Journée | Date et heure        | Équipe 1 | Score   | Équipe 2 | Réf.  |
| ------- | -------------------- | -------- | ------- | -------- | ----- |
| J2      | 11 avril 1976, 18h00 | Égypte   | 18 – 12 | Cameroun | [ 3 ] |
| J4      | 13 avril 1976, 19h00 | Égypte   | 23 – 17 | Sénégal  | [ 4 ] |
| J6      | 15 avril 1976, 19h00 | Sénégal  | 16 – 23 | Cameroun | [ 4 ] |

## Phase finale
| Match                  | Date et heure        | Équipe 1 | Score   | Équipe 2 |
| ---------------------- | -------------------- | -------- | ------- | -------- |
| Finale                 | 18 avril 1976, 19h00 | Tunisie  | 15 – 14 | Égypte   |
| Match pour la 3e place | 18 avril 1976, 17h00 | Algérie  | 24 – 17 | Cameroun |
| Match pour la 5e place | 18 avril 1976, 15h00 | Sénégal  | 19 – 14 | Togo     |

### Finale
Dès les premières minutes, les Tunisiens prennent l'avantage (3-0) avant que les Égyptiens ne reviennent au score et prennent même de l'avance. Mais les deux équipes restent au coude à coude tout le reste du match  : 8-7 pour l'Égypte à la mi-temps, 9-9, 10-9, 11-11. À la 41e minute, les Tunisiens reprennent 2 buts d'avance (13-11) mais les Égyptiens reviennent une nouvelle fois au score. Lors de la dernière minute du temps réglementaire, alors que les deux équipes sont à égalité 14-14, l'Égyptien Mohsen Nour ne parvient pas à convertir sur pénalty à l'inverse de son adversaire, Habib Ammar, qui parvient à marquer le sien pour donner un avantage décisif à la Tunisie. La feuille de match est :
- Tunisie : Salah Sassi (GB), Mohamed Lassoued Klaï (en) (2), Mohamed Naceur Jelili (en) (1), Mohamed Abdelkhalek, Lotfi Rebaï (en) (2), Habib Ammar (en) (6), Abderraouf Ben Samir (en) (1), Raouf Chabchoub (1), Ahmed Bechir Bel Hadj (en) (1), Mounir Jelili (1). Entraîneur : Ion Popescu (de).
- Égypte : Tahar, Sayo (4), El Kalioby (1), Assy, Skar (1), Sheta (2), Aley (1), Mustafa (2), Labib, Mohsen Nour (2), Metwally. Entraîneur : Hassan Moustafa[réf. à confirmer].

## Classement final
Le classement final est,
| Rang                        | Nation        | J | G | N | P | Bp | Bc |
| --------------------------- | ------------- | - | - | - | - | -- | -- |
| Médaille d'or, Afrique      | Tunisie       | 4 | 4 | 0 | 0 | 62 | 48 |
| Disq                        | Égypte        | 3 | 2 | 0 | 1 | 55 | 44 |
| Médaille d'argent, Afrique  | Algérie       | 4 | 3 | 0 | 1 | 96 | 73 |
| Médaille de bronze, Afrique | Cameroun      | 3 | 1 | 0 | 2 | 52 | 58 |
| 4                           | Sénégal       | 3 | 1 | 0 | 2 | 52 | 60 |
| 5                           | Togo          | 4 | 1 | 0 | 3 | 65 | 76 |
| 6                           | Côte d'Ivoire | 3 | 0 | 0 | 3 | 42 | 65 |

Pour une raison inconnue, l’Égypte est finalement disqualifiée après la finale. La Tunisie est qualifiée pour les Jeux olympiques de 1976 à Montréal.
| Championnat d'Afrique des nations — Vainqueur 1976 |
| -------------------------------------------------- |
| Tunisie Deuxième titre                             |

## Effectifs
L'effectif de la Tunisie, championne d'Afrique, était :
- Salah Sassi (GB)
- Moncef Besbes (en) (GB)
- Khaled Achour (en)
- Degach
- Mohamed Lassoued Klaï (en)
- Ridha Zitoun (en)
- El Ouaer
- Mohamed Naceur Jelili (en)
- Raouf Chabchoub
- Abderraouf Ben Samir (en)
- Ahmed Bechir Bel Hadj (en)
- Rachid Hafsi
- Lotfi Rebaï (en)
- Habib Ammar (en)
- Mounir Jelili
- Mohamed Abdelkhalek

Entraîneurs
- Ion Popescu (de)
- Saïd Amara.

L'effectif de l'Égypte, finaliste avant d'être disqualifié, comportait notamment :
- Tahar
- Sayo
- El Kalioby
- Assy
- Skar
- Sheta
- Aley
- Mustafa
- Labib
- Mohsen Nour
- Metwally

Entraîneur
- Hassan Moustafa[réf. à confirmer]

L'effectif de l'Algérie, finalement vice-championne d'Afrique, était :
- Fayçal Hachemi (Gardien de but)
- Ahmed Farfar (GB)
- Moussa Tsabet
- Farouk Bouzerar
- Djaafar Benhamza
- Rabah Sayad
- Nadir Larbaoui
- Lounès Amara
- Ali Akacha
- Ahcene Djeffal
- Baghdadi Louardi
- Khiati Belkacem
- Azzeddine Bouzerar
- Mouloud Mokhnache
- Houcine Grief
- Saad Benabdellah
- Ahcene Moumène
- Mokhtar Hachaïchia

Entraîneur
- Mircea Costache II